# M2 (trattore d'artiglieria)
Il trattore d'artiglieria M2 7 ton High Speed Tractor (Trattore ad alta velocità M2 da 7 t) indicato spesso anche come Cletrac era un veicolo utilizzato dall'esercito statunitense nel corso della seconda guerra mondiale e nell'immediato dopoguerra. Questo veicolo aveva il compito principale di trainare e fornire appoggio agli aerei dell'USAAF (United States Army Air Force), che, all'epoca, era una specialità dell'esercito, negli aeroporti militari. Tuttavia le caratteristiche del veicolo furono sfruttate anche dall'artiglieria per il traino di pezzi di peso limitato.

## Le origini
L'esercito statunitense arrivò al 1939 senza una chiara politica relativa alla meccanizzazione, ma, in seguito ai successi della Blitzkrieg nel 1939 e 1940, i pianificatori dello sviluppo delle forze armate statunitensi si resero conto della necessità di avere un esercito che si affidasse quanto più possibile a veicoli motorizzati per il movimento tanto tattico quanto strategico. Fra l'altro questo comportava che anche l'artiglieria potesse muovere con velocità confrontabile con quella dei mezzi corazzati, all'epoca i semoventi esistevano solo sui tavoli dei progettisti (quando esistevano), quindi venne deciso lo sviluppo di una serie di "trattori ad alta velocità" (High speed tractor) con caratteristiche tali da poter trainare qualsiasi pezzo presente nell'organico della artiglieria. L'alta velocità di questi trattori deve comunque sempre essere considerata in relazione a quella del traino animale e non in confronto con quella ottenibile con veicoli a ruote.
Il modello più piccolo fra i trattori ad alta velocità (M2) aveva una capacità di traino di 7 t e venne prodotto sia dalla Cleveland Tractor Company (da cui l'indicazione del veicolo come Cletrac) sia dalla John Deere. Il veicolo, nato come veicolo di supporto per le operazioni aeroportuali dell'USAAF, fu ben presto adottato anche dall'esercito per il traino di pezzi di piccolo calibro, praticamente fino all'obice da 155 mm.

## Le caratteristiche
L'architettura del trattore M2 era analoga a quella di un trattatore agricolo, con un cofano prominente, il sistema di trazione su cingoli e un sedile su cui potevano trovare posto 3 uomini (il guidatore al centro), il tutto completamente scoperto, quindi, oltre che non protetto, anche esposto alla intemperie.
Il motore (a benzina) era un Hercules WXLC3, con 6 cilindri in linea, per una cilindrata totale di 6620 cm³, che forniva una potenza di 150 HP. La trasmissione era manuale a tre velocità e retromarcia, il differenziale aveva anche le funzioni di sterzo (bloccando o rallentando uno dei due cingoli). I cingoli erano in gomma rinforzata con cavi di acciaio, a cui erano imbullonati tacchi in gomma dura. Questi cingoli erano stati studiati in quanto la superficie di contatto con il suolo era completamente gommata, quindi non sussisteva la possibilità di danneggiare le piste aeroportuali. Il sistema di sospensioni era a molle verticali.
Data la sua origine come veicolo di supporto per gli aerei a terra, il trattore aveva una notevole dotazione di accessori, a parte una luce posteriore per le manovre in retromarcia aveva un verricello anteriore della capacità di 4500 kg (10.000 lb). Posteriormente era montato un compressore d'aria bicilindrico, con una pressione massima di 128 bar (2000 psi) ed una portata massima di 473 l/min. Sul parafango anteriore destro era montato un generatore elettrico da 100 Volt in corrente continua con una potenza di tre kW.
Il sistema di aggancio del traino era progettato in modo tale da trasferire parte del peso del traino al trattore, in modo da aumentarne le prestazioni. La mobilità del trattore gli permetteva di superare una trincea di 1.5 m e superare un ostacolo verticale di 50 cm, inoltre era in grado di guadare 80 cm d'acqua.
Ne furono costruiti 6329 dalla Cleveland Tractor Company e 2190 dalla John Deere.

## L'impiego
Il trattore M2 fu usato principalmente negli aeroporti, praticamente su tutti i teatri di guerra dell'USAAF. Il compressore gli permetteva non solo di tenere in pressione gli pneumatici degli aerei, ma anche di caricare gli ammortizzatori dei carrelli. Ben presto si constatò che lasciare gli uomini esposti alle intemperie (specie nei climi tropicali e artici) non era una soluzione accettabile, quindi fu progettato un telaio smontabile per tenere una copertura in tela a protezione dell'equipaggio. Praticamente il trattore M2 rimase in servizio fino agli anni sessanta.